# Vecrīga
Vecrīga (direkte oversat "gamle-Riga") er en bydel i Riga. Bydelen udgør det historiske centrum og ligger på østsiden af Daugavafloden. Vecrīga er berømt for sine gamle kirker og katedraler som Riga Katedral og Peterskirken.
Vecrīga er det område, som oprindeligt udgjorde Riga, inden byen blev udvidet ud over bymurene. Da bymurene blev revet ned, blev området, hvor de havde stået fyldt med vand fra Daugavafloden og omdannet til Riga by kanal.
I 1980'erne blev Vecrīgas gader lukket for udefrakommende motortrafik, og det er kun tilladt for beboere og folk, der skal levere varer, at køre inden for Vecrīgas grænser med en særlig tilladelse. Vecrīga er på UNESCOs verdensarvsliste.